# Acanthopelma
Genre
Acanthopelma est un genre d'araignées mygalomorphes de la famille des Theraphosidae.

## Distribution
Les espèces de ce genre se rencontrent en Amérique centrale et au Guyana.

## Liste des espèces
Selon World Spider Catalog (version 14.0, 2013) :
- Acanthopelma beccarii Caporiacco, 1947
- Acanthopelma rufescens F. O. Pickard-Cambridge, 1897

## Publication originale
- F. O. Pickard-Cambridge, 1897 : Arachnida - Araneida and Opiliones. Biologia Centrali-Americana, Zoology, London, vol. 2, p. 1-40 (texte intégral).